# Однопролётная станция
Однопролётная станция мелкого заложения — разновидность станции мелкого заложения, при сооружении которой применяется открытый способ работ — вскрытие дневной поверхности грунта. Конструкция аналогична колонной станции мелкого заложения, но отличается отсутствием каких-либо промежуточных опор или станционных залов.
Проект станции разработан на основе трёхпролётных колонных станций, для удешевления строительства. Перекрытие станций выполнено из унифицированных пролётных балок, предназначенных для автодорожных мостов.
На территории СНГ станции подобного типа имеются в Московском и Бакинском метрополитенах. 
В Москве всего четыре таких станции: «Волжская», «Марьино» (обе на Люблинско-Дмитровской линии), «Улица Старокачаловская» (на Бутовской линии, имеет 2 зала, отделённых станцией «Бульвар Дмитрия Донского») и «Ольховая» Сокольнической линии.  На станции «Волжская» балки пролётом 18 метров двутаврового сечения, омоноличенные друг с другом, укладываются, с шагом 1,33 м, на монолитные консоли в верхней части несущих «стен в грунте», являющихся также стенками крепления котлована[значимость факта?]. На станции «Марьино» вместо сборного применено монолитное железобетонное перекрытие. Москва — единственный город России, в котором имеются станции такого типа.
В Восточной Европе станции этого типа встречаются в Будапеште («Хатар ут», «Пёттьёш утца», «Келенфёльд вашуталломаш»), Варшаве («Политехника»), в Софии («Сливница», «Западный парк», «Константин Величков») и Праге («Радлицка», «Дейвицка» и другие).